# Exothecinae
Exothecinae (лат.) — подсемейство стебельчатобрюхих перепончатокрылых семейства браконид.

## Описание
Дорсальные кили первого брюшного тергита обычно не соединяются в основании тергита, если соединяются (некоторые Clinocentrini и Rhysopolini), то яйцеклад не короче половины длины брюшка. Второй тергит без базального треугольника, между ним и первым тергитом щель слабозаметная. Внутренний край глаз без вдавления или оно слабое. Первый и второй тергиты без среднего валика и часто второй тергит нескульптированный. Коготки ног простые. Яйцеклад различной длины, но нередко длиннее половины брюшка.

## Экология
Эти бракониды являются эктопаразитами личинок микрочешуекрылых, реже — жесткокрылых, двукрылых и пилильщиков. Личинка хозяина не мумифицируется.

## Палеонтология
В ископаемом состоянии известны из эоценового камбейского янтаря (Индия).

## Систематика
В составе подсемейства:
- Allobracon Gahan, 1915
- Afrotritermus Belokobylskij, 1995
  - Afrotritermus capensis (Hedqvist, 1963)
  - Afrotritermus natalicus Belokobylskij, 1995
- Colastes Haliday, 1833
- Pseudophanomeris
- Shawiana Achterberg, 1983
- Xenarcha Foerster, 1862